# Terebinthales

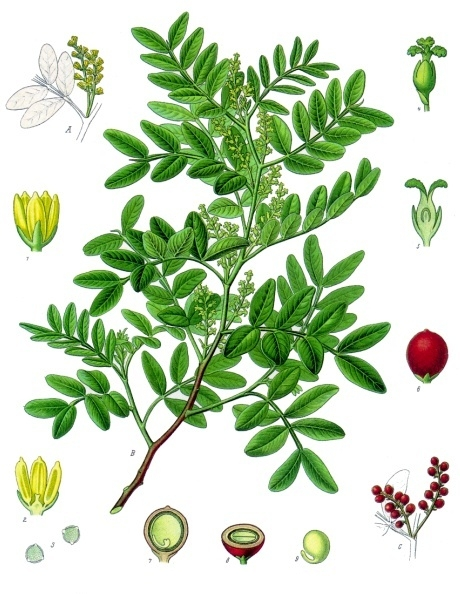
de terebint

Terebinthales werd in het Wettstein-systeem gebruikt werd voor een orde van tweezaadlobbige planten. Aangezien de familienaam waarop ze gebaseerd zou zijn, Terebinthaceae, onwettig is voldoet ze niet aan de formele regels voor botanische namen: het is dus geen botanische naam. De vergelijkbare orde zal tegenwoordig veelal aangeduid worden als Sapindales.
In de 4e druk van het door Wettstein geschreven boek (1935) was de samenstelling van deze orde: 
- orde Terebinthales
familie Aceraceae
familie Aextoxicaceae
familie Akaniaceae
familie Anacardiaceae
familie Balsaminaceae
familie Burseraceae
familie Coriariaceae
familie Corynocarpaceae
familie Cyrillaceae
familie Hippocastanaceae
familie Meliaceae
familie Melianthaceae
familie Pentaphylacaceae
familie Polygalaceae
familie Rutaceae
familie Sabiaceae
familie Sapindaceae
familie Simaroubaceae
familie Tremandraceae
familie Trigoniaceae
familie Vochysiaceae
familie Xanthophyllaceae